# Paroxystomina asymmetrica
Paroxystomina asymmetrica is een rondwormensoort uit de familie van de Oxystominidae. De wetenschappelijke naam van de soort is voor het eerst geldig gepubliceerd in 1924 door Micoletzky.